# Jean-Guillain Cardon
Pour les articles homonymes, voir Cardon (homonymie).
Jean-Guillain Cardon (né le 18 janvier 1733 à Mons; décédé le 18 octobre 1788 à Versailles) est un violoniste et compositeur originaire des Pays-Bas autrichiens.

## Biographie
Jean-Guillain ou Jean Ghislain Cardon, né à Mons le 18 janvier 1733 et baptisé en la paroisse Saint-Germain le lendemain, est le fils de Jean François Cardon, originaire de Douai, et de son épouse Jacqueline Françoise Plumez, originaire de Mons. Ses parents s'étaient mariés à Mons en 1728. Ils résidèrent dans cette ville dans un premier temps. Vers 1735, ses parents quittent Mons pour Bruxelles, où son père obtient la bourgeoisie en 1736.
Jean-Guillain est né dans une famille au tempérament artistique puisque son frère puîné est le graveur bruxellois Antoine Cardon (Bruxelles 1739 - Bruxelles 1822) et qu'il aura également comme neveux le peintre et dessinateur Philippe Cardon (Bruxelles 1770 - Bruxelles 1816) et le graveur londonien Anthony Cardon (Bruxelles 1772 - Londres 1813).
Jean-Guillain Cardon a travaillé à partir de 1753 pendant un court laps de temps à Bruxelles, puis pendant un certain temps dans la région Champagne, avant de s'installer à Paris en 1761. Là, il a changé son nom et se faisait appeler comme son fils, Jean-Baptiste. À partir de 1764, il a appartenu à la chapelle royale de Versailles comme violon ordinaire et en 1772, il a été nommé maître de violon du comte de Provence, le futur roi Louis XVIII. Ayant perdu la vue, Cardon a été exempté de ses services à partir de 1782 avec une pension de 2 400 livres. Cardon a publié en 1786 un traité intitulé « Le rudiment de la musique, ou Principes de cet art à la portée de tout le monde, par questions et réponses ».
Plusieurs enfants sont nés de son mariage avec Marie-Anne Petit, dont certains ont été des musiciens. Le plus connu est Jean-Baptiste Cardon (1760-1803), devenu « premier maître de harpe » de la famille impériale à la cour de Saint-Pétersbourg où il a travaillé. Parmi les autres fils, on trouve le violoniste Louis-Stanislas Cardon (1761-1797) et Pierre-Hyacinthe Cardon (1769-), violoncelliste au Concert Spirituel et au Théâtre-Italien à Paris.

## Œuvres
La majeure partie de ses œuvres a été publiée par La Chevadière à Paris, généralement sous le nom italianisé de Giovanni Battista Cardoni.
- Six trios à grand orchestre (1768)
- Six trios dont trois à grand orchestre, et trois à parties simples (1772)
- Sei sonate a due violini e basso (1761)
- 6 sonates pour le violon (1768)
- 6 sonates pour le violon seul et basse (vers 1770)
- Six nouveaux Duos pour le violon, d'un genre moderne (1770)
- Marche du Huron et Marche des Janissaires avec des variations pour le violon
- 3 Sonates à violon seul avec la basse (1779)

Musique vocale
- Les amusements de Melpomène (1768)
- Recueil d'ariettes nouvelles avec accompagnements de violon, flûte, basson et basse (1770)
- Recueil d'ariettes, chansons, brunettes avec accompagnements de guitarre (1773)